# Великі Долини
Великі Долини (до 1946 року - Долини Великі) — село в Україні, у Львівському районі Львівської області. Населення становить 181 особа. Орган місцевого самоврядування - Рава-Руська міська рада.

## Історія
До 1940 року Великі Долини входили до складу села Потелич.